# Mariol
Pour les articles ayant des titres homophones, voir Mariolle.
Mariol est une commune française rurale, située dans le département de l'Allier, en région Auvergne-Rhône-Alpes.
Incluse dans l'aire d'attraction de Vichy et la communauté d'agglomération Vichy Communauté, elle est peuplée de 696 habitants (au recensement de 2022), appelés les Mariolais et les Mariolaises.

## Géographie

### Localisation
Mariol est située à treize kilomètres au sud de Vichy, au sud-est du département de l'Allier.
Cinq communes sont limitrophes de Mariol :
|                                      | Saint-Yorre       | Busset |
| Saint-Priest-Bramefant (Puy-de-Dôme) | Mariol            |        |
| Mons (Puy-de-Dôme)                   | Ris (Puy-de-Dôme) |        |

### Géologie et relief
La superficie de la commune est de 941 hectares ; son altitude varie entre 256 et 540 mètres.

### Hydrographie

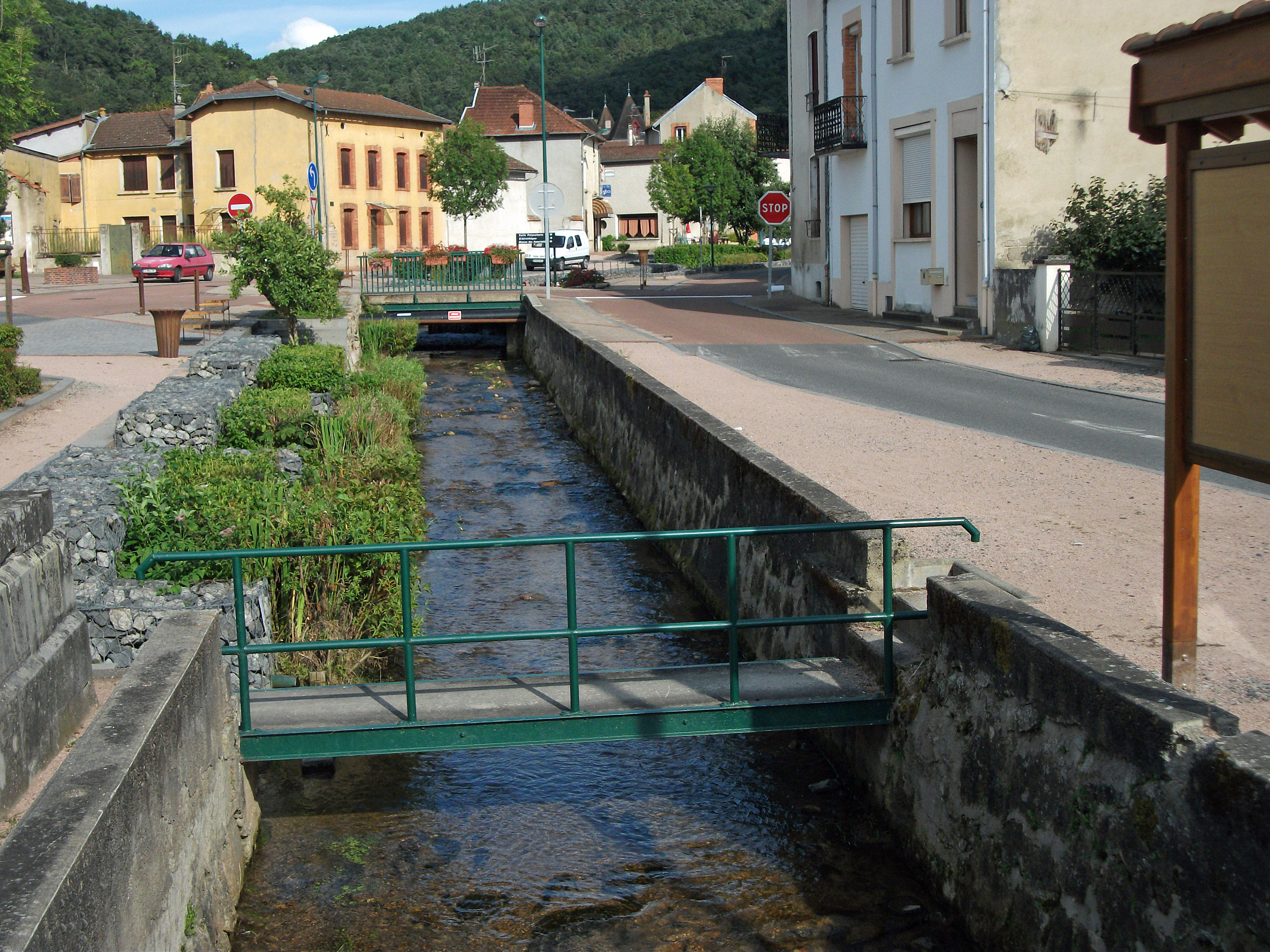
Le Darot.

La commune est traversée par la rivière Allier et le ruisseau du Darot, affluent rive droite long de 6,6 km.

### Climat
Pour des articles plus généraux, voir Climat d'Auvergne-Rhône-Alpes et Climat de l'Allier.
En 2010, le climat de la commune est de type climat océanique dégradé des plaines du Centre et du Nord, selon une étude du CNRS s'appuyant sur une série de données couvrant la période 1971-2000. En 2020, Météo-France publie une typologie des climats de la France métropolitaine dans laquelle la commune est exposée à un climat de montagne ou de marges de montagne et est dans la région climatique Nord-est du Massif Central, caractérisée par une pluviométrie annuelle de 800 à 1 200 mm, bien répartie dans l’année.
Pour la période 1971-2000, la température annuelle moyenne est de 11 °C, avec une amplitude thermique annuelle de 16,4 °C. Le cumul annuel moyen de précipitations est de 929 mm, avec 11,8 jours de précipitations en janvier et 8,4 jours en juillet. Pour la période 1991-2020, la température moyenne annuelle observée sur la station météorologique de Météo-France la plus proche, « Vichy-Ville », sur la commune de Vichy à 13 km à vol d'oiseau, est de 12,7 °C et le cumul annuel moyen de précipitations est de 799,6 mm,. Pour l'avenir, les paramètres climatiques de la commune estimés pour 2050 selon différents scénarios d'émission de gaz à effet de serre sont consultables sur un site dédié publié par Météo-France en novembre 2022.

## Urbanisme

### Typologie
Au 1er janvier 2024, Mariol est catégorisée commune rurale à habitat dispersé, selon la nouvelle grille communale de densité à 7 niveaux définie par l'Insee en 2022.
Elle est située hors unité urbaine. Par ailleurs la commune fait partie de l'aire d'attraction de Vichy, dont elle est une commune de la couronne,. Cette aire, qui regroupe 50 communes, est catégorisée dans les aires de 50 000 à moins de 200 000 habitants,.

### Occupation des sols

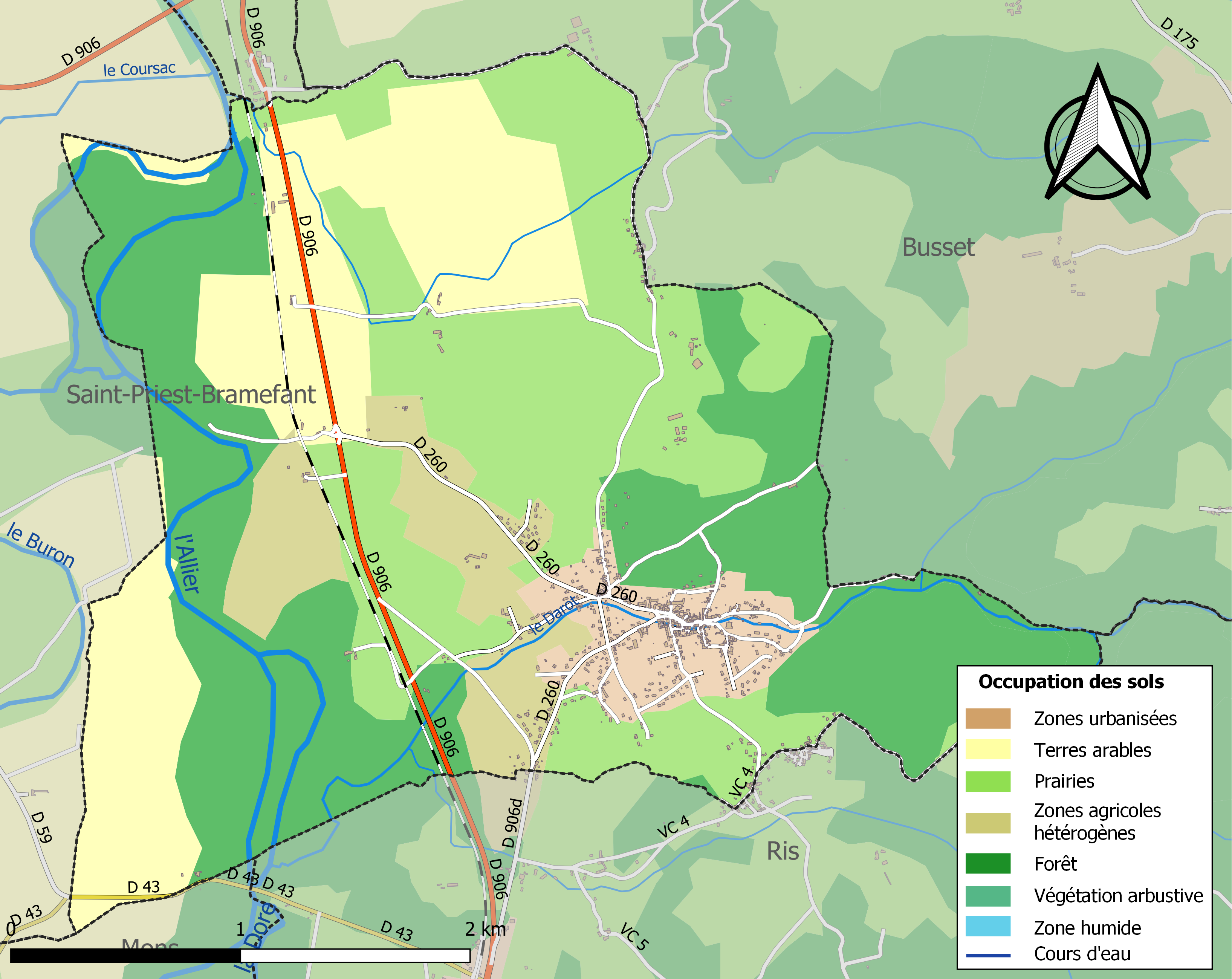
Carte des infrastructures et de l'occupation des sols de la commune en 2018 (CLC).

L'occupation des sols de la commune, telle qu'elle ressort de la base de données européenne d’occupation biophysique des sols Corine Land Cover (CLC), est marquée par l'importance des territoires agricoles (59,6 % en 2018), en diminution par rapport à 1990 (64,1 %). La répartition détaillée en 2018 est la suivante : forêts (34,8 %), prairies (29,2 %), terres arables (21,8 %), zones agricoles hétérogènes (8,5 %), zones urbanisées (5,6 %).
L'IGN met par ailleurs à disposition un outil en ligne permettant de comparer l’évolution dans le temps de l’occupation des sols de la commune (ou de territoires à des échelles différentes). Plusieurs époques sont accessibles sous forme de cartes ou photos aériennes : la carte de Cassini (XVIIIe siècle), la carte d'état-major (1820-1866) et la période actuelle (1950 à aujourd'hui).

### Morphologie urbaine
La commune est située au sud de l'ancienne communauté d'agglomération de Vichy Val d'Allier, devenue la communauté d'agglomération Vichy Communauté le 1er janvier 2017, où elle constitue un pôle de proximité rattaché à Saint-Yorre.
Sur les 941 hectares de la commune, 75,7 sont occupés par l'habitat ; il n'existe aucun espace économique.

### Logement
En 2013, la commune comptait 375 logements, contre 365 en 2008. Parmi ces logements, 84,8 % étaient des résidences principales, 5,6 % des résidences secondaires et 9,6 % des logements vacants. Ces logements étaient pour 97,2 % d'entre eux des maisons individuelles et pour 2,8 % des appartements.
La proportion des résidences principales, propriétés de leurs occupants était de 86,9 %, en hausse sensible par rapport à 2008 (85,4 %). Il n'existe aucun logement HLM loué vide.

### Voies de communication et transports

#### Voies routières

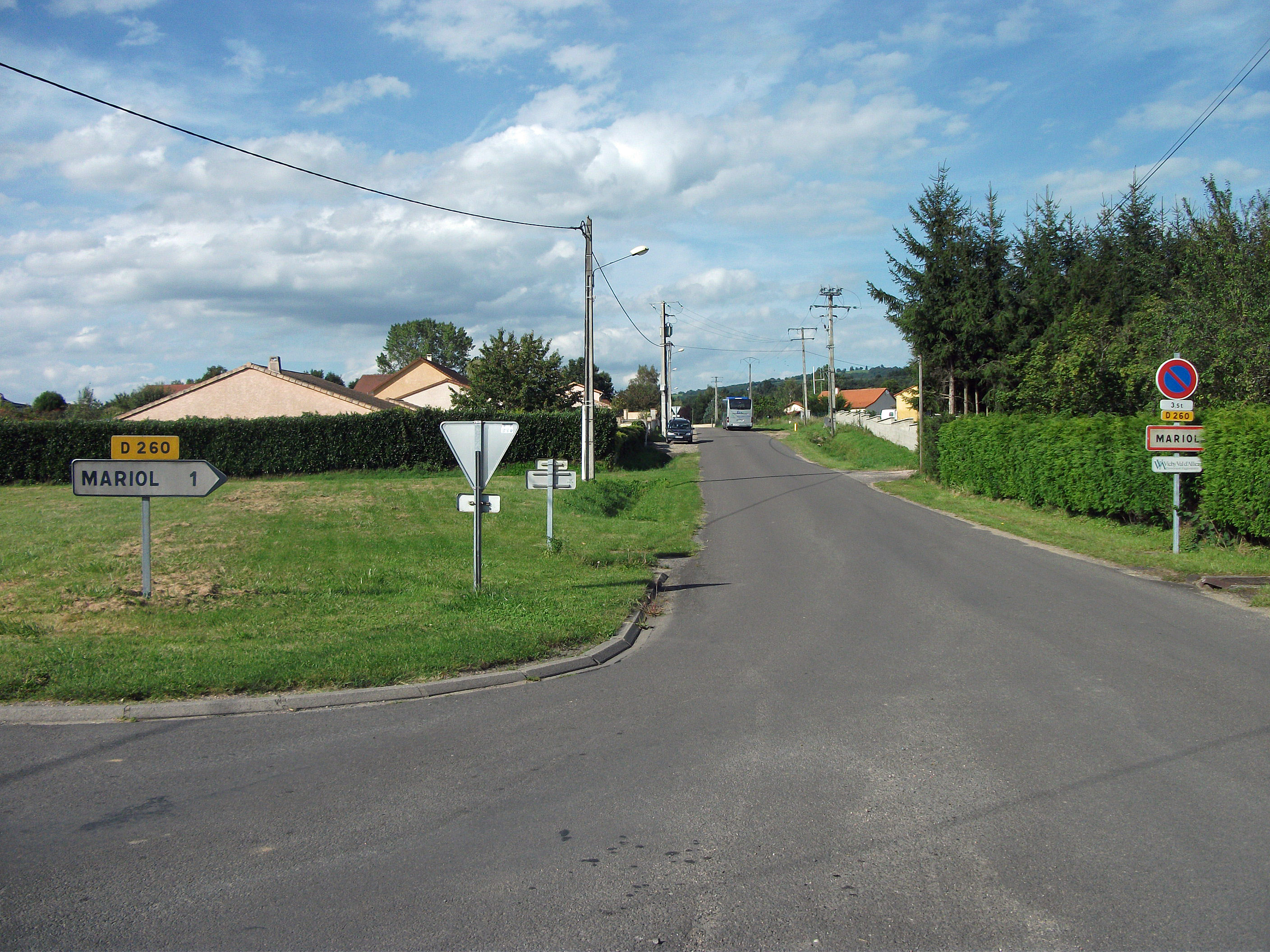
Entrée sud de Mariol par la D 260.

Seules deux routes départementales traversent la commune de Mariol.
La route départementale 260 passe par le centre-ville, en provenance de Vichy (13 km) et Saint-Yorre (6 km), depuis le lieu-dit de « la Ballaie », et continue en direction de Puy-Guillaume (à 7 km) et de Thiers (à 22 km).
Plus à l'ouest, la route départementale 906 la contourne. Jusque dans les années 1990, cette route empruntait un chemin désormais déclassé dans la voirie communale (route de l'Étang), desservant au passage le lieu-dit du Petit Chassagne. Après le croisement avec la RD 260, le lieu-dit de « la Maison Blanche » marque la frontière départementale du Puy-de-Dôme ; cette section de route se situe sur la commune de Ris, mais reste dans le domaine routier départemental du Puy-de-Dôme (RD 906d).

#### Transport en commun

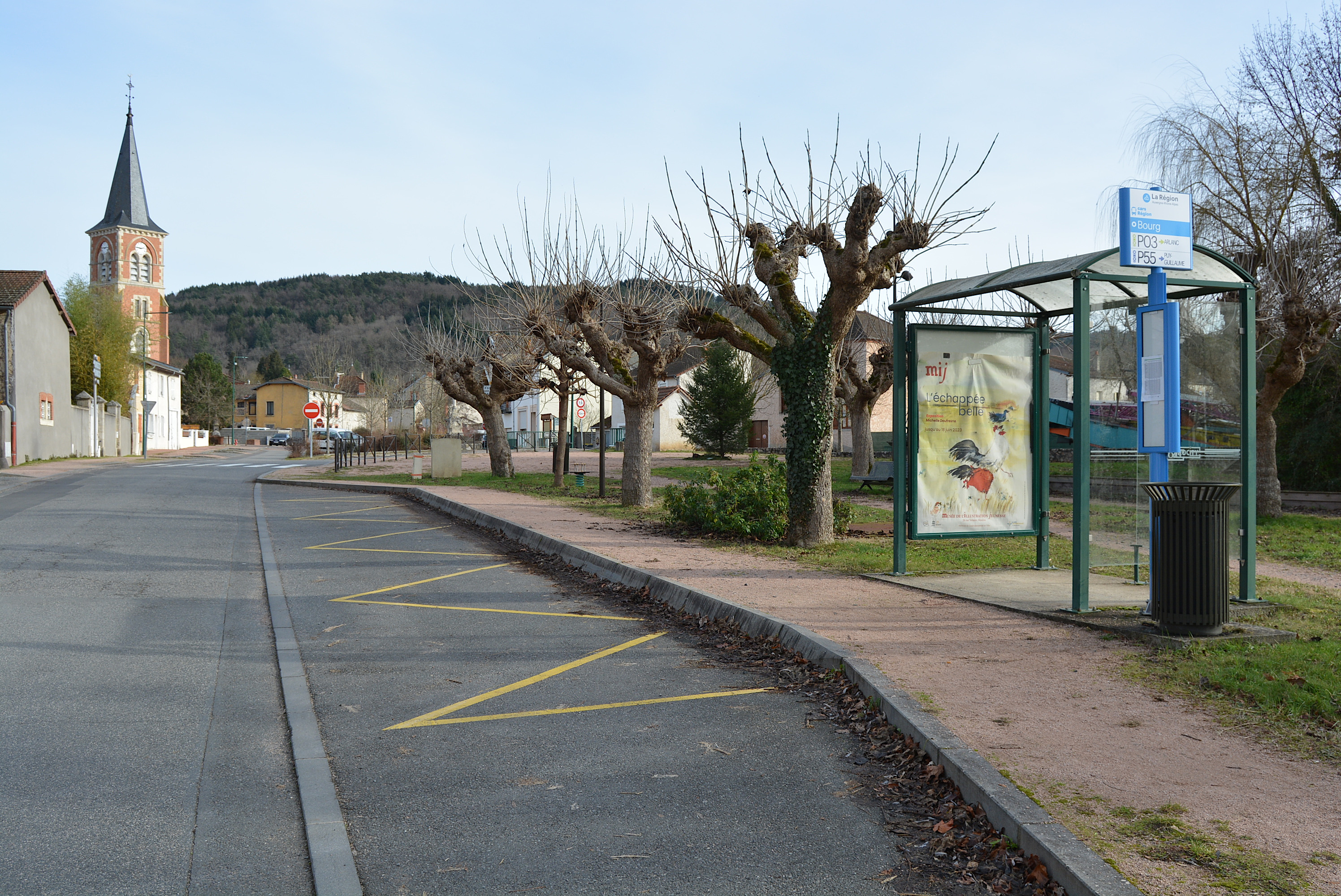
Arrêt Mariol Bourg.

Mariol est desservie par deux lignes régulières d'autocars. Le réseau Cars Région Allier ne dessert cependant pas la commune, au contraire de celui du Puy-de-Dôme, qui assure également un ramassage scolaire à destination des établissements d'enseignement de l'agglomération de Vichy (lycées Valery-Larbaud et Albert-Londres, à Cusset) :
- ligne P03 : Vichy (gare routière) ↔ Mariol (bourg) ↔ Thiers ↔ Ambert ↔ Arlanc ;
- ligne P55 : Puy-Guillaume ↔ Mariol (quatre arrêts) ↔ Vichy ↔ Cusset.

Un service de transport à la demande, géré par la communauté d'agglomération Vichy Communauté, complète la desserte du bourg. Quatre allers et retours sont assurés ; l'utilisation de ce service nécessite une réservation téléphonique.

### Risques naturels et technologiques
La commune de Mariol est exposée aux risques naturels suivants :
- inondation[14] : située en zone inondable, la commune a fait l'objet d'un plan de prévention du risque inondation (PPRI) en complément d'un PSS approuvé le 18 décembre 1969[15],[16] et d'un arrêté de catastrophe naturelle daté du 18 octobre 2007 à la suite des inondations et coulées de boue survenues le 10 juin 2007 sur le Darot[17] ;
- risque sismique : les communes du département sont en grande partie classées en zone de sismicité faible ; Mariol est une des rares exceptions puisqu'elle est en zone de sismicité modérée (niveau 3)[18].

Un risque technologique existe :
- la rupture éventuelle du barrage de Naussac, en Lozère, constitue un risque majeur[14].

En revanche, la commune n'est pas concernée par le risque « transport de matières dangereuses », la RD 906, passant à l'écart du village, étant une des routes du département où le trafic était supérieur à 5 000 véhicules par jour en 2011, bien qu'une canalisation de gaz naturel traverse la commune.
Mariol a fait l'objet de plusieurs arrêtés de catastrophe naturelle, à la suite de conditions météorologiques défavorables : tempête de 1982, inondations et coulées de boue. Le DICRIM existe sur la commune depuis 1998.

## Toponymie
Le mot Mariol vient d'un terme de langue gauloise (langue celtique) signifiant « grand champ » (« maro ialon »).
Ernest Nègre mentionne l'orthographe Marioli (1373).
Mariol fait partie de la moitié méridionale de l'Allier qui appartient à l'aire linguistique du Croissant, zone où se rejoignent et se mélangent la langue occitane et la langue d'oïl. Dans le parler bourbonnais du Croissant local, le village est nommé Mariau.

## Histoire
Avant 1789, la commune faisait partie de l'ancienne province du Bourbonnais.

## Politique et administration

### Découpage territorial
La commune de Mariol est membre de la communauté d'agglomération Vichy Communauté, un établissement public de coopération intercommunale (EPCI) à fiscalité propre créé le 1er janvier 2017 dont le siège est à Vichy. Ce dernier est par ailleurs membre d'autres groupements intercommunaux.
Sur le plan administratif, elle est rattachée à l'arrondissement de Vichy, au département de l'Allier, en tant que circonscription administrative de l'État, et à la région Auvergne-Rhône-Alpes. De 1801 à 1985, la commune faisait partie du canton de Cusset, puis du canton de Cusset-Sud de 1985 à 2015.
Sur le plan électoral, elle dépend du canton de Lapalisse pour l'élection des conseillers départementaux, depuis le redécoupage cantonal de 2014 entré en vigueur en 2015, et de la troisième circonscription de l'Allier pour les élections législatives, depuis le dernier découpage électoral de 2010 (quatrième circonscription avant 2010).

### Élections municipales et communautaires

#### Élections de 2020
Le conseil municipal de Mariol, commune de moins de 1 000 habitants, est élu au scrutin majoritaire plurinominal à deux tours avec candidatures isolées ou groupées et possibilité de panachage. Compte tenu de la population communale, le nombre de sièges à pourvoir lors des élections municipales de 2020 est de 15. Sur les trente candidats en lice, quinze sont élus dès le premier tour, le 15 mars 2020, avec un taux de participation de 73,94 %.

#### Liste des maires

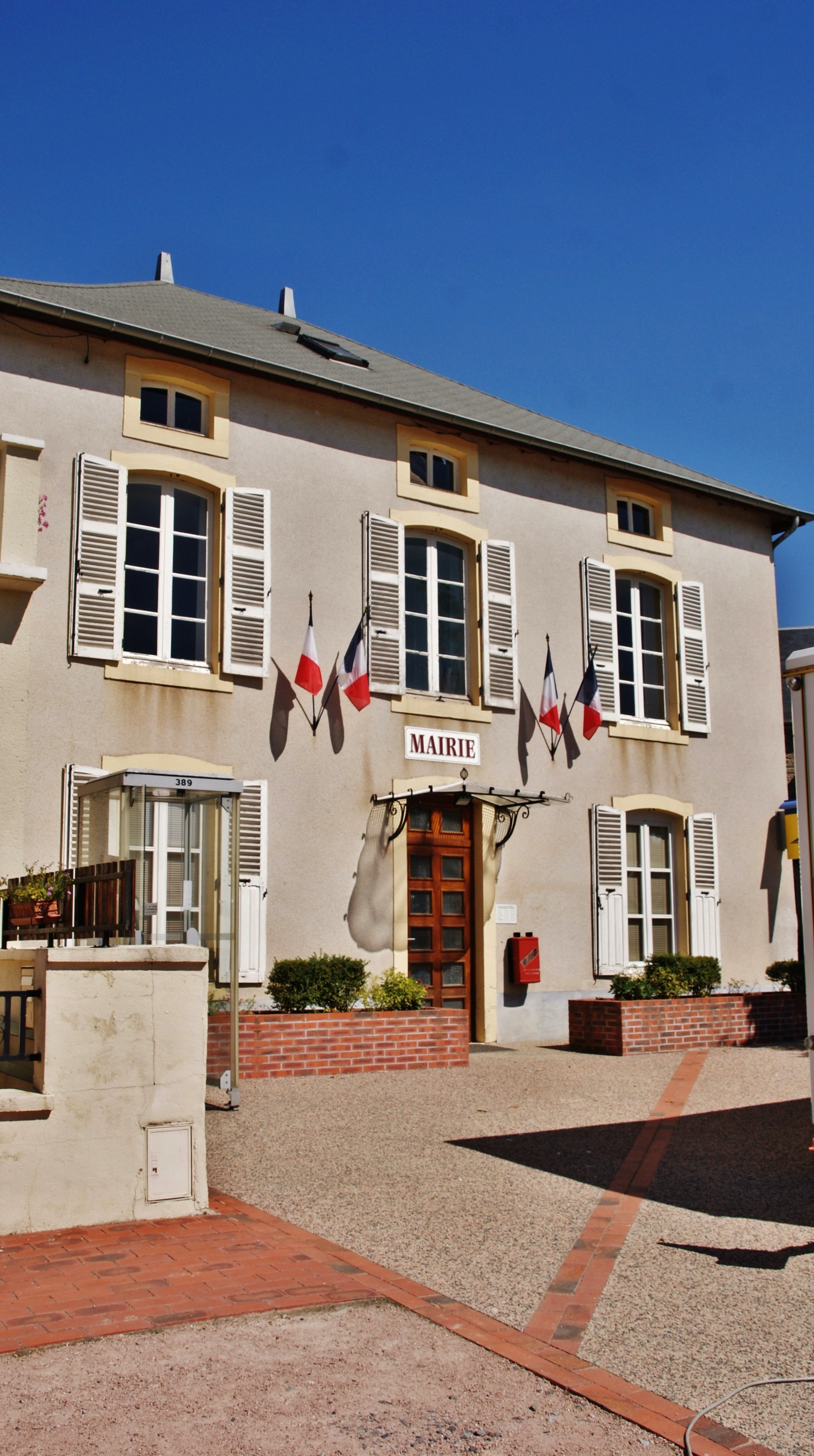
L'hôtel de ville.

| Période                                  | Période                      | Identité         | Étiquette | Qualité           |
| ---------------------------------------- | ---------------------------- | ---------------- | --------- | ----------------- |
| Les données manquantes sont à compléter. |                              |                  |           |                   |
|                                          | mars 2001                    | François Dassaud |           |                   |
| mars 2001                                | mars 2014                    | Nicole Eymard    | PS        |                   |
| mars 2014                                | mai 2020                     | Gérard Marsoni   | DVD       | Retraité          |
| mai 2020                                 | En cours (au 8 juillet 2020) | Romain Dejean    |           | Chef d'entreprise |

### Autres élections
À l'élection présidentielle de 2012, François Hollande a recueilli 59,18 % des voix. 88,35 % des électeurs ont voté, soit 493 votants sur 558 inscrits.
Les élections municipales de 2014 se sont tenues au scrutin majoritaire, la population étant inférieure à mille habitants. La maire sortante n'a pas obtenu assez de voix pour se maintenir au conseil municipal (204 voix soit 42,41 %, taux inférieur à la majorité absolue des suffrages exprimés). 84,75 % des électeurs ont voté, soit 489 votants sur 577 inscrits.
Aux élections européennes de 2014, la liste FN a recueilli 39,19 % des voix, suivie par la liste UMP (14,19 %) et la liste Union de la gauche (11,49 %). L'élection a mobilisé près de quatre votants sur sept (57,24 %).
Aux élections départementales de 2015, dans le canton de Lapalisse, le binôme FN composé de Gérard Cussinet et de Claudine Lopez obtient 38,94 % des suffrages exprimés, contre 36,58 % pour la liste Radical de gauche (Martine Arnaud et Jacques de Chabannes), cette dernière représentant désormais le canton avec un peu plus de cent voix d'écart. Le taux de participation, de 62,28 %, est supérieur de deux points à celui du canton.
Aux élections régionales de 2015, dans la nouvelle région Auvergne-Rhône-Alpes, le candidat FN Christophe Boudot est arrivé en tête aussi bien au premier tour (40,62 % des voix) qu'au second (37,08 %). Mariol est d'ailleurs la seule commune de l'agglomération vichyssoise à placer le FN en tête dans les deux tours. Le taux de participation s'élève à 64,51 %.

### Finances locales
Le conseil municipal du 3 avril 2015 a voté le budget 2015, s'élevant à 596 383,54 € en fonctionnement et à 338 022,01 € en investissement. Les taxes d'imposition sont inchangées par rapport à 2014 : taxe d'habitation 13,18 %, taxe foncière sur propriétés bâties 17,25 % et non bâties 34 %.

## Équipements et services publics

### Eau et déchets
La collecte et le traitement des déchets sont assurés par le SICTOM Sud-Allier, syndicat compétent dans le sud du département de l'Allier. La déchèterie la plus proche, gérée aussi par ce SICTOM, est située à Saint-Yorre, au nord de Mariol.
L'assainissement collectif est géré par la communauté d'agglomération. Au 31 décembre 2014, le réseau de collecte des eaux usées s'étend sur 7,9 km en eaux usées et 3,8 km en eaux pluviales ; il existe un poste de refoulement, télé-surveillé.
Les eaux usées (boues activées) sont traitées par la station d'épuration de la commune (750 équivalents habitants), mise en service en 1990.

### Enseignement

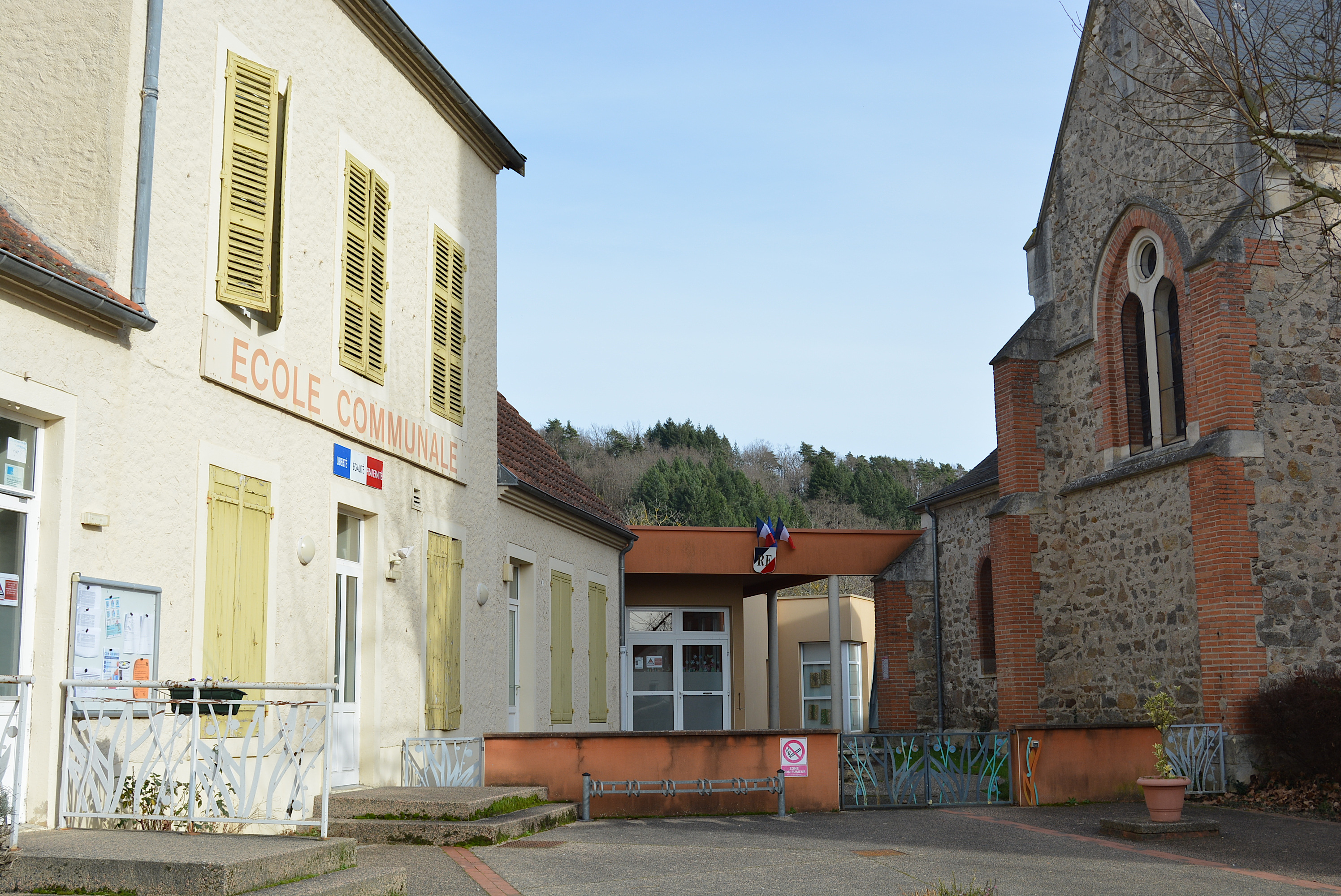
L'école.

Mariol dépend de l'académie de Clermont-Ferrand. Elle gère une école élémentaire publique.
Hors dérogations à la carte scolaire, les collégiens sont scolarisés à Saint-Yorre et les lycéens à Cusset, au lycée de Presles (renommé lycée Albert-Londres).

### Culture
La commune possède une bibliothèque municipale.
La maison Léon Bordas a été inaugurée le 8 septembre 2012.

### Justice
Mariol dépend de la cour administrative d'appel de Lyon, de la cour d'appel de Riom, du tribunal administratif de Clermont-Ferrand, du tribunal de proximité de Vichy et des tribunaux judiciaire et de commerce de Cusset.

## Population et société

### Démographie
Les habitants de la commune sont appelés les Mariolais et les Mariolaises.

#### Évolution démographique
L'évolution du nombre d'habitants est connue à travers les recensements de la population effectués dans la commune depuis 1793. Pour les communes de moins de 10 000 habitants, une enquête de recensement portant sur toute la population est réalisée tous les cinq ans, les populations de référence des années intermédiaires étant quant à elles estimées par interpolation ou extrapolation. Pour la commune, le premier recensement exhaustif entrant dans le cadre du nouveau dispositif a été réalisé en 2005.

En 2022, la commune comptait 696 habitants, en évolution de −12,45 % par rapport à 2016 (Allier : −1,38 %, France hors Mayotte : +2,11 %).
| 1793 | 1800 | 1806 | 1821 | 1831 | 1836 | 1841 | 1846 | 1851 |
| ---- | ---- | ---- | ---- | ---- | ---- | ---- | ---- | ---- |
| 466  | 380  | 594  | 564  | 615  | 658  | 656  | 643  | 642  |

| 1856 | 1861 | 1866 | 1872 | 1876 | 1881 | 1886 | 1891 | 1896 |
| ---- | ---- | ---- | ---- | ---- | ---- | ---- | ---- | ---- |
| 663  | 689  | 671  | 711  | 727  | 729  | 685  | 698  | 730  |

| 1901 | 1906 | 1911 | 1921 | 1926 | 1931 | 1936 | 1946 | 1954 |
| ---- | ---- | ---- | ---- | ---- | ---- | ---- | ---- | ---- |
| 684  | 667  | 606  | 564  | 554  | 521  | 445  | 430  | 511  |

| 1962 | 1968 | 1975 | 1982 | 1990 | 1999 | 2005 | 2006 | 2010 |
| ---- | ---- | ---- | ---- | ---- | ---- | ---- | ---- | ---- |
| 502  | 527  | 514  | 629  | 714  | 659  | 727  | 746  | 762  |

| 2015 | 2020 | 2022 | - | - | - | - | - | - |
| ---- | ---- | ---- | - | - | - | - | - | - |
| 793  | 729  | 696  | - | - | - | - | - | - |

#### Pyramide des âges
En 2021, le taux de personnes d'un âge inférieur à 30 ans s'élève à 25,7 %, soit en dessous de la moyenne départementale (29,0 %). De même, le taux de personnes d'âge supérieur à 60 ans est de 34,4 % la même année, alors qu'il est de 35,6 % au niveau départemental.
En 2021, la commune comptait 363 hommes pour 350 femmes, soit un taux de 50,91 % d'hommes, largement supérieur au taux départemental (47,97 %).
Les pyramides des âges de la commune et du département s'établissent comme suit :
| Hommes | Classe d’âge | Femmes |
| ------ | ------------ | ------ |
| 0,3    | 90 ou +      | 0,6    |
| 9,5    | 75-89 ans    | 9,7    |
| 25,3   | 60-74 ans    | 23,5   |
| 26,4   | 45-59 ans    | 23,9   |
| 13,5   | 30-44 ans    | 15,9   |
| 11,2   | 15-29 ans    | 14,4   |
| 13,8   | 0-14 ans     | 12,0   |

| Hommes | Classe d’âge | Femmes |
| ------ | ------------ | ------ |
| 1,2    | 90 ou +      | 3      |
| 10     | 75-89 ans    | 13,4   |
| 21,3   | 60-74 ans    | 22     |
| 20,6   | 45-59 ans    | 19,6   |
| 15,7   | 30-44 ans    | 15     |
| 15,6   | 15-29 ans    | 12,9   |
| 15,7   | 0-14 ans     | 14     |

### Manifestations culturelles et festivités
De par son nom, la commune a fait partie de l'association des communes de France aux noms burlesques et chantants. Tous les ans, une commune membre de cette association est choisie : Mariol devait organiser ce rassemblement entre le 13 et le 15 juillet 2014 mais la nouvelle municipalité s'est désistée ; ce rassemblement s'est tenu à Beaufou en Vendée.

## Économie

### Revenus de la population et fiscalité
En 2011, le revenu fiscal médian par ménage s'élevait à 31 576 €, ce qui plaçait Mariol au 13 096e rang des communes de plus de quarante-neuf ménages en métropole.

### Emploi
En 2013, la population âgée de quinze à soixante-quatre ans s'élevait à 501 personnes, parmi lesquelles on comptait 72 % d'actifs dont 64,3 % ayant un emploi et 7,8 % de chômeurs.
On comptait 79 emplois dans la zone d'emploi. Le nombre d'actifs ayant un emploi résidant dans la zone étant de 326, l'indicateur de concentration d'emploi est de 24,1 %, ce qui signifie que la commune offre moins d'un emploi par habitant actif.
275 des 326 personnes âgées de quinze ans ou plus (soit 84,5 %) sont des salariés. 16,7 % des actifs travaillent dans la commune de résidence.

### Entreprises et commerces
Au 1er janvier 2014, Mariol comptait 26 entreprises : 4 dans l'industrie, 7 dans la construction, 13 dans le commerce, les transports et les services divers et 1 dans le secteur administratif.
En outre, elle comptait 27 établissements.

#### Agriculture
Au recensement agricole de 2010, la commune comptait huit exploitations agricoles. Ce nombre est en augmentation par rapport à 1988 (6).
La superficie agricole utilisée sur ces exploitations est de 296 hectares en 2010.

#### Commerce
La base permanente des équipements de 2015 recensait une boulangerie.

#### Tourisme
Au 1er janvier 2016, la commune ne comptait aucun hôtel, camping ou autre hébergement collectif.

## Culture locale et patrimoine

### Lieux et monuments
- Église Saint-Cyr-et-Sainte-Julitte de Mariol

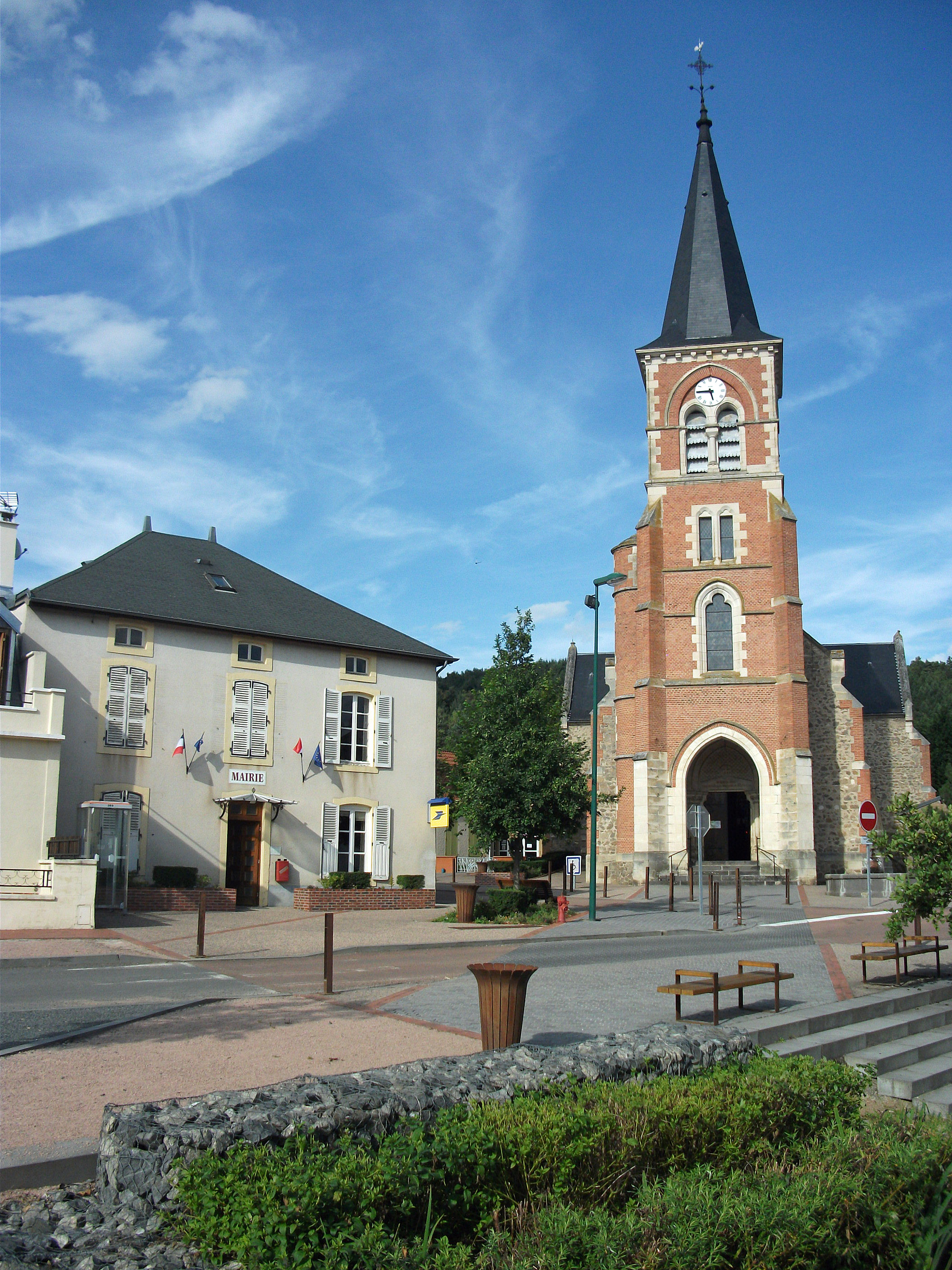
Mairie et église.
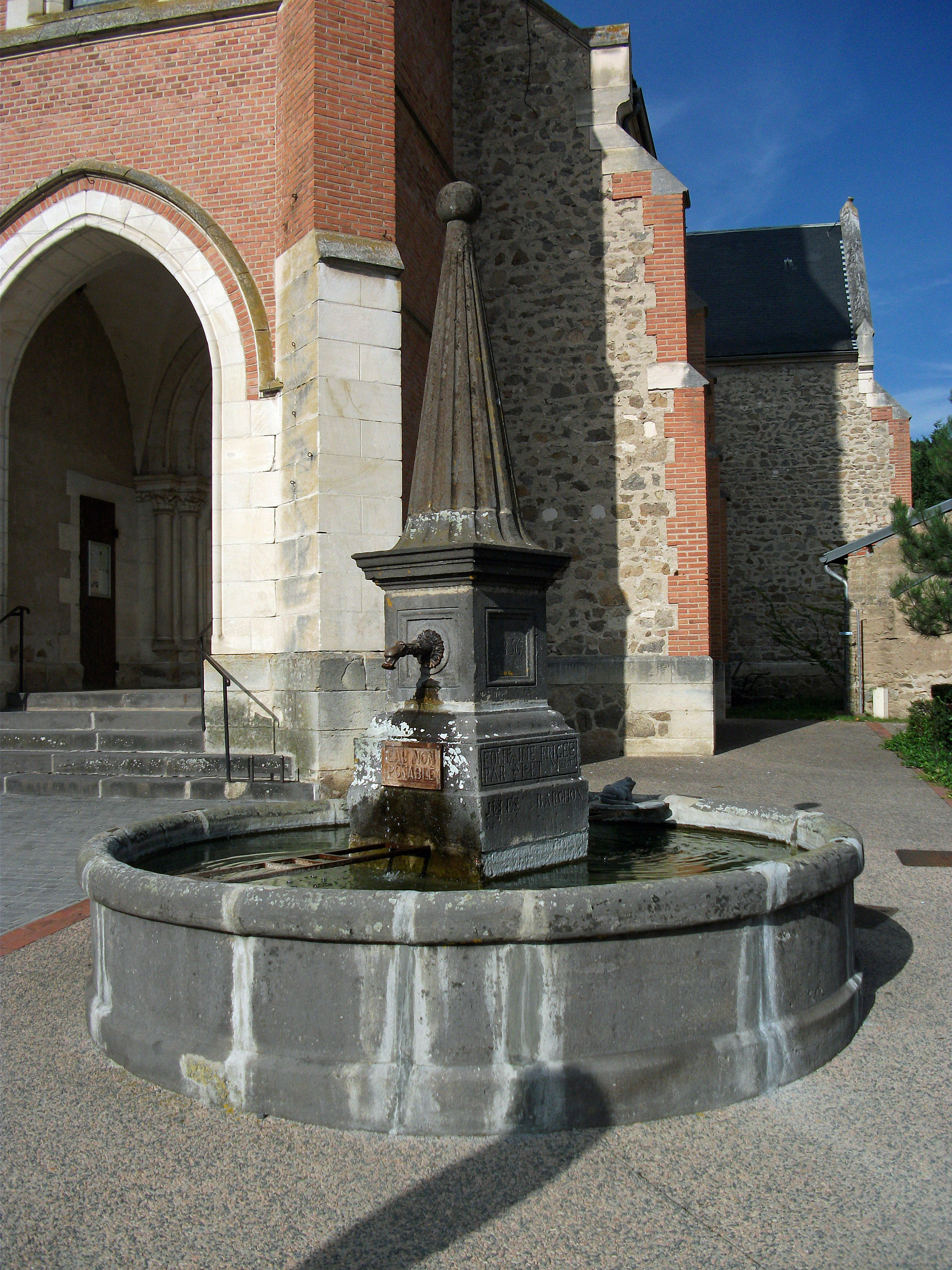
Fontaine près de l'église.